# Baby ＃1
『Baby #1』（ベイビー・ナンバーワン）は、忌野清志郎のソロ7枚目のスタジオ・アルバム。2010年3月5日発売。

## 解説
忌野の未発表録音アルバム。忌野のレコード・デビュー日である1970年3月5日から数えて40周年記念日の2010年3月5日に発売。
1989年2月の5日間・3月の6日間、カリフォルニア州ロサンゼルスにて小原礼との共同プロデュースで録音された音源を、2010年東京にて追加録音・ミックスされた。
これまで1989年の録音について公表されたことは無かった。当初はこのセッションで作ったアルバムをソロ2枚目のアルバムとして発売する構想だったが、すぐマルチトラックが行方不明となる。生前の忌野も探していたが、存命中に発見することは叶わなかった。
制作を担当したEMIミュージック・ジャパンの廣瀬哲によれば、レコーディング直後にザ・タイマーズが忌野の想像を超える形で話題になり、RCサクセションが休止へ向かうなど、環境が激変する中で発表するタイミングを逃しお蔵入りになったのではとしている。
元々作品として世に出すことを前提に作られた楽曲ばかりのため、全ての曲が89年前後に発売あるいはコンサートで演奏された記録が存在している。

## 収録曲
全作詞・作曲：忌野清志郎（特記以外）
1. I Like You
1990年のRCサクセションのシングル・アルバム『Baby a Go Go』に再録収録。
2. ヒロイン（HEROINE）
1990年のRCサクセションのアルバム『Baby a Go Go』に再録収録。
3. 恩赦
小林克也&ザ・ナンバーワン・バンド提供曲。
1993年の2・3'sのシングル「プライベート」のカップリング曲として再録収録。
4. Baby #1
未発表曲。ハウス食品のカレー関連商品のコマーシャルソング。
正確にはRCサクセション未発表作品のひとつで、1989年のコンサートで演奏されていたことが記録として確認されている。
リード曲とあってミュージック・ビデオが存在するが、映像はその当時のステージ演奏のものをかなり流用。
未発表曲であり、まして歌い手がこの世を去った状態にもかかわらず、合成ではない映像で口の動きもきちんとしたミュージック・ビデオが作れたのはこのため。
歌詞は当時産まれたばかりの長男を溺愛する内容。本作収録に伴い、新たにホーンを追加。さらに歌詞の「主役」である忌野の息子が参加。20年以上の時を越え正式な発売となった。
5. Young Blue
1991年の忌野・細野晴臣・坂本冬美によるユニットHISの
アルバム『日本の人』に「ヤング Bee」とタイトル・歌詞を替え収録。
6. NEWSを知りたい
1992年の2・3'sアルバム『GO GO 2・3's』にて再録。
『筑紫哲也 NEWS23』エンディング・テーマとなる。
7. KI・ MA・GU・RE （作詞･作曲：忌野清志郎 & 小原礼）
沢田研二への提供曲。1989年の沢田のアルバム『彼は眠れない』収録。
忌野はゲスト・ボーカルで共演。
8. Like a Dream
1992年の忌野ソロ『HAVE MERCY!』にてリテイク。
2008年のLIVE CD・DVD『忌野清志郎 完全復活祭 日本武道館』にも収録。
9. ラッキー・ボーイ
1992年の『Memphis』にてリテイク。
10. メルトダウン
1993年の2・3'sアルバム『Music From POWER HOUSE』にてリテイク。

## 参加ミュージシャン
Drums：Kenny Aronoff
Bass＆Guitar：小原礼
Guitar：Teenie Hodges
Dobro：Bob Brozman
Acoustic Guitar：忌野清志郎
Keyboard：Smitty Smith